# Phyllanthus ovatus
Phyllanthus ovatus är en emblikaväxtart som beskrevs av Jean Louis Marie Poiret. Phyllanthus ovatus ingår i släktet Phyllanthus och familjen emblikaväxter. Inga underarter finns listade i Catalogue of Life.